# Église Saint-Elwyn de Hayle
L'église Saint-Elwyn de Hayle est une église paroissiale anglicane située à Hayle, dans le comté anglais de Cornouailles. Cet édifice de la fin du XIXe siècle est classé monument de Grade II*.

## Historique
La paroisse anglicane de Hayle est formée dès 1870 par scission de la partie ouest de la paroisse de Phillack. Durant ses dix-huit premières années, la paroisse ne dispose d'aucun lieu de culte et les fidèles assistent aux offices en l'église Saint-Jean de Phillack. La première pierre de l'église de Hayle n'est posée que le 5 août 1886 par Miss Susan Hockin, la sœur du recteur de Phillack (en). L'édifice est consacré le 9 octobre 1888. Il est dédié à saint Elwyn, un missionnaire et martyr irlandais du Ve siècle,.
Le 14 janvier 1988, l'église Saint-Elwyn est classée monument de Grade II* sur la National Heritage List for England.

## Architecture
L'édifice est construit d'après les plans de l'architecte J. D. Sedding (en) dans un style essentiellement gothique primaire, bien que la grande fenêtre ouest soit de style gothique décoratif, de même que la partie supérieure de la tour-clocher. La nef et le chœur se trouvent sous le même toit principal et sont séparées des collatéraux par des rangées de six travées supportées par des arches semi-circulaires reposant sur d'importants piliers. Une chapelle mariale se trouve au nord du chœur. Les transepts nord et sud sont courts. Au nord, la tour-clocher à trois étages repose sur une base carrée dont les angles sont munis de contreforts ; comme en témoigne sa flèche octogonale, la tour est inspirée de celle de l'église Saint Barthélémy de Lostwithiel (en). L'angle nord-ouest de la partie supérieure de la tour est équipée d'une tourelle octogonale à escaliers, tandis que l'étage supérieur est muni de fenêtres doubles et d'un parapet. La bâtière en ardoise est surmontée d'un poinçon en fer forgé muni d'une girouette, fabriqué par la fonderie Holman and Sons de St Just et la forge de Mr. Richards de Hayle. Dans les angles, la façade est munie de contreforts.
À l'intérieur, le gros balcon saillant de la galerie des musiciens est un des éléments les plus remarquables de l'église. L'autel, les stalles et les sièges de la nef sont gravés par Mr. Stanlake de Plymouth, tandis que la chaire est fabriquée par James Richard de Hayle. L'autel est par ailleurs pourvu d'un retable. La nef possède plusieurs fenêtres triples à arcs brisés, tandis que l'extrémité orientale du chœur possède une ouverture en arc brisé renfermant deux fenêtres triples surmontées d'une rosace ; l'extrémité ouest dispose quant à elle d'une fenêtre quintuple. La pierre de l'édifice provient de la carrière de Tregenhorne, tandis que la pierre de taille est du granite de Breage. La pierre de Corsham a servi à la construction des arcades et le jubé, qui comportent également des éléments en pierre de Polyphant (en). Les fonts baptismaux sont construits intégralement en pierre de Polyphant dans le style perpendiculaire du XIVe siècle.
L'église peut accueillir jusqu'à 350 fidèles.

## Orgue
L'orgue de l'église est fabriqué par William Sweetland de Bath en 1875. Il est commandé pour un prix de 200 £ avant l'ouverture de l'édifice au culte et est donc d'abord installé en l'église Saint-Jean de Phillack. Sa composition est la suivante :
| Pedal C–g1 |              |     |
| 1.         | Salicional   | 16′ |
| 2.         | Bourdon      | 16′ |
| 3.         | Bass Flute   | 8′  |
| 4.         | Octave Flute | 4′  |
| 5.         | Trumpet      | 8′  |

| Great C–c4 |                  |     |
| 6.         | Salicional       | 16′ |
| 7.         | Open Diapason    | 8′  |
| 8.         | Stopped Diapason | 8′  |
| 9.         | Salicional       | 8′  |
| 10.        | Principal        | 4′  |
| 11.        | Flute            | 4′  |
| 12.        | Fifteenth        | 2′  |
| 13.        | Mixture          | III |

| Swell C–c4 |                  |    |
| 14.        | Stopped Diapason | 8′ |
| 15.        | Salicional       | 8′ |
| 16.        | Voix Celeste     | 8′ |
| 17.        | Flute            | 4′ |
| 18.        | Nazard           | 2′ |
| 19.        | Flautine         | 2′ |
| 20.        | Larigot          | 1′ |
| 21.        | Trumpet          | 8′ |
| 22.        | Clarion          | 4′ |
| 23.        | Tremulant        |    |

- Couplage : Swell/Pedal, Swell/Great, Great/Pedal

## Statut paroissial et tradition liturgique
L'église Saint-Elwyn forme une paroisse commune avec les églises Saint-Erth de St Erth, Saint-Éguiner de Gwinear, Saint-Félix-et-Sainte-Piala de Phillack et Saint-Gothian de Gwithian. La paroisse, servie par l'équipe ministérielle de Godrevy, est rattachée au doyenné de Penwith au sein du diocèse de Truro de l'Église d'Angleterre.
Dans cette église, le culte est célébré selon la tradition anglo-catholique. L'angélus y est prononcé après l'Eucharistie du dimanche matin,.